# 輔導長
輔導長是中華民國陸軍編制中政戰體系的一個職位，設置於連之下，階級僅次於連長與副連長。輔導長職務可以追溯至中華民國13年（1924年）黃埔軍校時期。當時中國國民黨參考蘇聯紅軍黨代表制度，在黄埔軍校教導團連級以上單位設置中國國民黨黨代表，負責監督部隊、推展政治工作及考核官兵等任務。北伐戰爭後中國國民黨創辦的軍隊起名為國民革命軍，黨代表改名為政工指導員，簡稱指導員。中華民國58年（1969年），為與中共的政工制度區別，中國國民黨將「政治工作」改為 「政戰工作」。並將基層政戰人員改稱為政戰輔導長，簡稱輔導長。